# Герб Скопье
Герб Скопье является официальным символом Скопье, столицы Северной Македонии.
Герб города представляет собой щит, верхняя сторона которого имеет вид полуарки вовнутрь, левый и правый верхние углы щита производится двумя курсивными линиями, в то время как нижние стороны представляют внешние круглые арки, которые заканчиваются в середине нижнего диапазона. Внутри щита располагаются:
- каменный мост на реке Вардар
- крепость Кале
- снежные вершины гор.

Герб Скопье (видоизменённый) также присутствует на флаге города.
Официальное утверждение герб получил в 1970 году.